# Centrale solaire photovoltaïque de Losse
La centrale solaire photovoltaïque de Losse - Gabardan est la troisième centrale solaire photovoltaïque de France en puissance, après celle de Toul-Rosières et de la Colle des Mées. Elle est située sur la commune de Losse, en Gabardan (CCG), dans le département des Landes, et affiche une puissance-crête de 67,5 MWc.

## Présentation
Développée et construite par EDF Énergies Nouvelles (EDF EN) en plusieurs tranches, cette centrale a été mise en service progressivement de juin 2010 à septembre 2011 et inaugurée le 4 octobre 2011. Elle compte environ 872 300 panneaux fixes représentant 300 ha, pour une emprise au sol de 317 ha. L’installation du parc solaire a été confiée à ABC Construction.

## Technologie
Les modules solaires photovoltaïques sont fabriqués par la société américaine First Solar. Ils sont conçus sur la base d’une technologie de nouvelle génération, dite à « couches minces », à base de tellurure de cadmium (CdTe), alternative aux modules traditionnels à base de silicium. La puissance unitaire des modules est de 77 W (rendement égal à 11 %) et leur superficie d’environ 1 m × 1 m.

### Projet pilote
La centrale solaire comprend pour 2 MWc un projet pilote utilisant 11 100 panneaux « Nanosolar » orientables (fixés sur trackers), construits par la société girondine Exosun. Cette première tranche a été inaugurée le 8 juillet 2010.
Ce projet pilote a bénéficié du soutien financier du conseil régional d'Aquitaine, de l’Agence de l'environnement et de la maîtrise de l'énergie (ADEME) et du Fonds européen de développement régional (FEDER).

### Chiffres-clés
- Production annuelle prévue : 84 GWh, équivalente à la consommation électrique annuelle d'environ 37 000 habitants[3] (chauffage compris).
- Production annuelle : 84 GWh, soit la consommation électrique de 37 000 habitants[réf. souhaitée]
- Densité de puissance surfacique moyenne[4] : ~3,1 W·m-2.
- Économie de CO2 : ~5 000 t/an[3].
- Investissement : 250 M€.

### Économie
L'objectif de ce projet est de dynamiser une filière autour de la centrale photovoltaïque tout en favorisant l'implantation d'activités économiques dédiées aux énergies renouvelables. Une attention est apportée au bois, la plus ancienne forme d'énergie utilisée dans les Landes et qui participe activement à l'économie locale. Si le projet est réussi, la Communauté de communes du Gabardan (CCG) envisagera la création d'une pépinière d'entreprises (et/ou d'ateliers relais). Cette centrale permet de créer des emplois. En effet, ce projet fut porté par EDF en France à Losse pour le compte de la SAS Centrales photovoltaïques du Gabardan, où 250 millions d'euros furent investis. De plus, étant une des plus grandes fermes solaires, celle-ci a une très grande attractivité et développe fortement le tourisme de la région.

## Impact

### Milieu physique
L'impact physique sera lié au défrichement de la totalité de la parcelle qui pourrait entraîner une remontée de la nappe phréatique (plus particulièrement en hiver). Le chantier entraînera également des impacts temporaires, tels les risques de pollution locale liés à la présence d'engins de chantier. Des mesures correctrices seront mises en œuvre, un cahier des charges environnemental sera rédigé et un suivi de qualité des eaux et des sols sera réalisé deux fois par an sur la durée totale du projet.

### Milieu naturel
L'impact naturel sera marqué par le défrichement qui rasera les milieux présents (les zones les plus sensibles seront évitées). Le suivi du niveau de la nappe permettra d'assurer que les mares existantes ne subiront pas d'impacts négatifs. D'autres mares seront aménagées dans les zones dégagées entourant les modules, afin de favoriser les espèces de faune et de flore liées à ces milieux. La centrale photovoltaïque construite, il est possible que les espaces créés soient plus habités par la faune et la flore (plantes, insectes, oiseaux) que l'espace d'origine.

### Milieu humain
La centrale photovoltaïque est éloignée de 750 m des habitations et n'est pas bruyante. Les panneaux photovoltaïques captent la lumière et la reflètent peu, donc les effets d'éblouissement sont réduits. 
Le projet permettra la création d'emplois locaux pour la construction, la maintenance et l'entretien de la centrale.
Le projet aura un côté environnemental positif, plus de 125000 t de CO2 seront économisées.